# Plaza de las Mujeres
La plaza de las Mujeres (llamada anteriormente plaza de San Esteban) está situada en la mitad de la céntrica calle del Collado de la ciudad de Soria (España). Le dio su nombre, al igual que la plaza de San Clemente, una iglesia románica desaparecida. Reformada en el siglo XX, contiene edificios como el Banco de España y el Centro Cultural Gaya Nuño. Todo se ha derribado para construir edificios que han venido a sustituir el palacio de Juan Camargo, el de los señores de Osonilla, el de los Vinuesa o la casa de los Rodríguez de Villanueva.
Junto a ella, un viejo olivo que recuerda a la antigua huerta ubicada en este lugar, da nombre a una pequeña plaza situada con la de San Esteban donde se encuentra el palacio de los Marqueses de Alcántara. En esta plaza también se encontraba la pensión ‘Las Isidras’, donde residió dos años el poeta Gerardo Diego, cuando era profesor del cercano instituto Antonio Machado, entre 1920 y 1922.

## Edificio del Banco de España. Centro Nacional de Fotografía
Fue construido en el solar que ocupaba el antiguo palacio de los Vinuesa, ejemplar estimable de arquitectura castellana, conocido vulgarmente como Palacio de los Condes de Santa Coloma. Tenía cinco amplios balcones de hierro forjado de elegantes balaustres y peinazo. Correspondía al tipo castellano de patio central con galerías de columnas en sus lados y escalera de piedra arenisca de dos tramos. En el arco formado por la parte superior de la escalera tenía la inscripción “1581”. La fachada de mampostería encalada conservaba en las dovelas del arco de entrada, en su clave, el blasón familiar, que se repetía en la fachada de Saliente cuartelado con el Beaumont (Beatriz de Beaumont y Navarra mujer de Juan de Vinuesa). El palacio fue demolido a principios de los años 30 del siglo XX por el afán modernizador de las viejas ciudades.

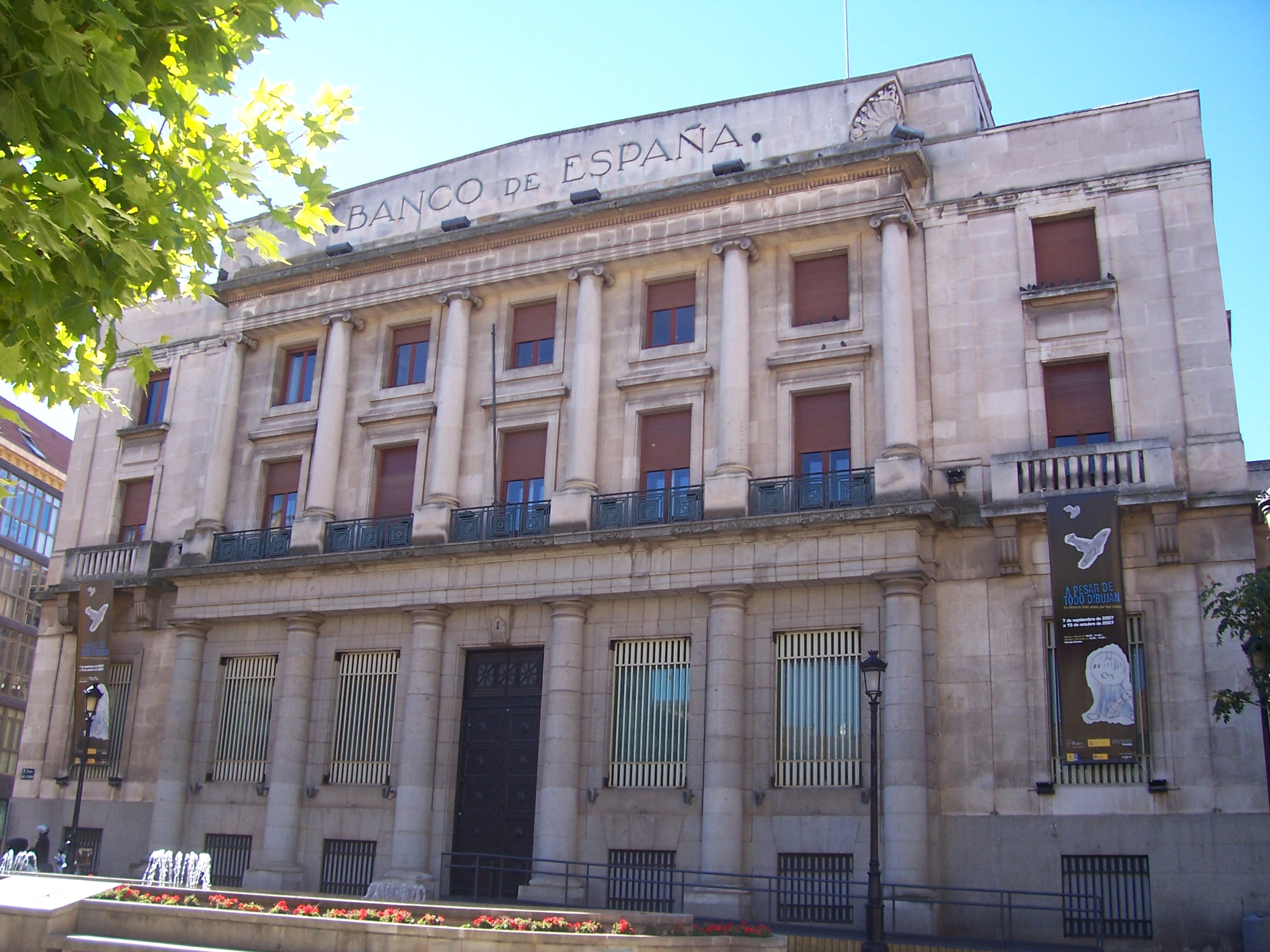
Edificio del Banco de España, sobre 2011

Estuvo operativo como sucursal bancaria desde 1933 hasta 2001. El edificio neoclásica realizado en 1933 por el arquitecto José Yárnoz, ha sido protagonista en las mesas de debate que se han desarrollado con el objetivo primordial de revitalizar estas instalaciones, expertos en la materia han divagado sobre las posibilidades de las mismas. De este modo, tras la adecuación de la sala de exposiciones, el trabajo continuará con el desarrollo de proyectos más elaborados que se ubicarán en las plantas superiores del edificio.
La planta baja y el sótano del edificio del Banco de España en Soria comenzó a albergar exposiciones temporales en la primavera del 2007.
En el año 2010 se anunció que el edificio iba a se la sede del Museo Nacional de Fotografía, un espacio de referencia en España que reunirá las colecciones del Estado ahora dispersas en museos como el Reina Sofía, el Archivo de la Memoria Histórica, el Archivo Nacional, distintos museos de Bellas Artes o el Archivo de Patrimonio. El centro pasará a formar parte de la Red Nacional de Museos.
El 18 de julio de 2023 se aprueba el real decreto por el que se crea el Centro Nacional de Fotografía.

## Edificio Gaya Nuño

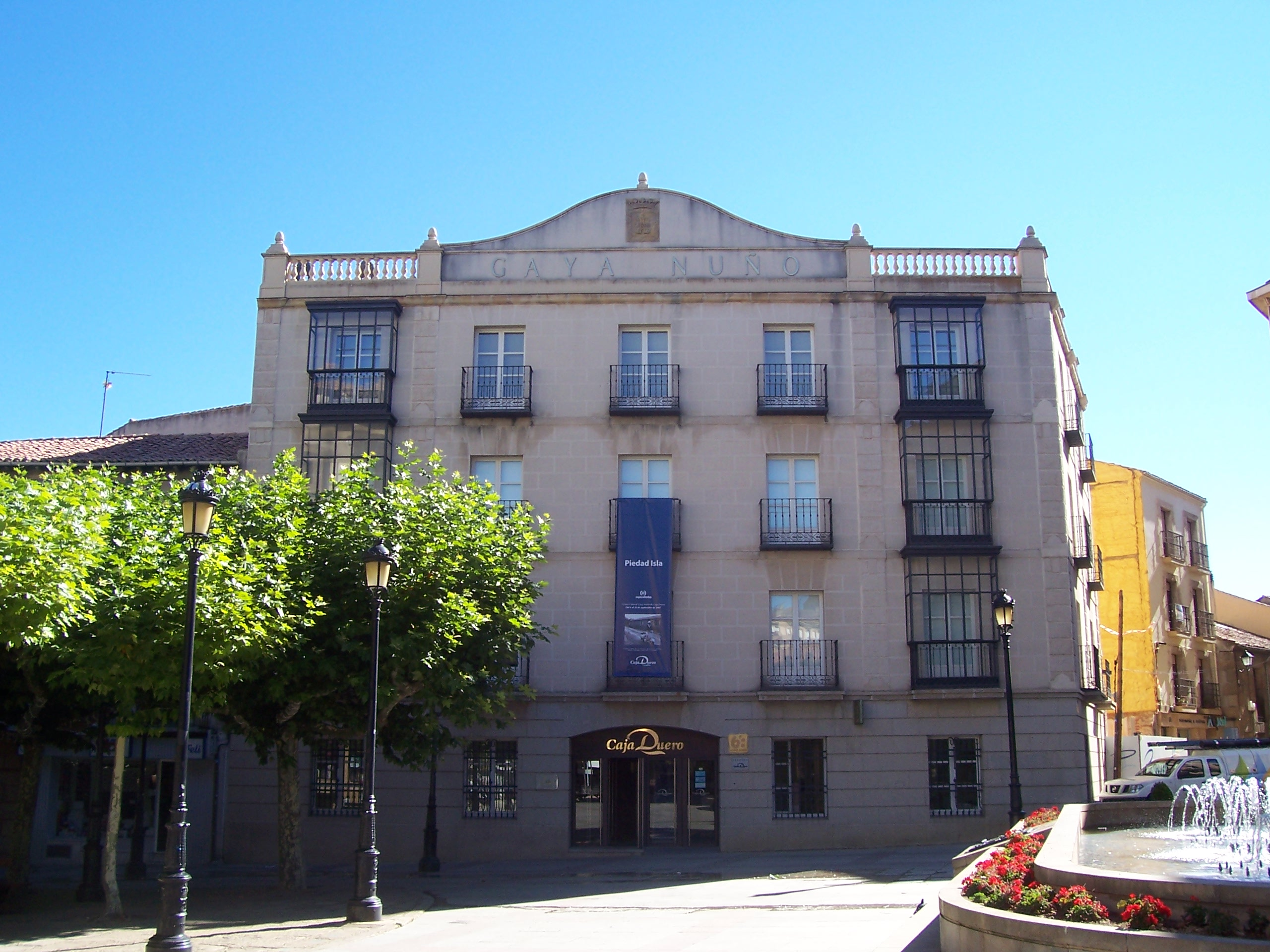
Edificio Gaya Nuño

La biblioteca de investigación de Gaya Nuño se encuentra ubicada dentro del edificio que la Obra Social tiene en Soria. Edificio que lleva el nombre del autor soriano Juan Antonio Gaya Nuño, uno de los más significados historiadores y críticos de Arte en España. 
Este edificio que recuerda al escritorJuan Antonio Gaya Nuño es un sencillo pero bello edificio del siglo XX, construido con el fin de albergar la sede de la Caja de Ahorros y préstamos de la provincia de Soria. En su interior se encuentra el Centro Cultural Gaya Nuño que contiene salas de exposiciones y un salón de actos. La biblioteca alberga los fondos pictóricos, bibliográficos y personales del autor, fondos que pueden ser consultados por personal especializado e investigadores en la materia.
La fachada se distribuye en cuatro partes. La entrada en la planta baja se abre con arco rebajado. Las tres parte superiores son de igual factura con sendos balcones, los laterales entre pequeñas pilastras. El edificio está coronado por una balaustrada y un frontón en el que aparece el escudo de Soria.

## Desaparecida Iglesia de San Esteban
La iglesia de San Esteban se encontraba situada en esta plaza, cuyo cementerio se puso al descubierto en las obras del aparcamiento subterráneo de la plaza del Olivo justo donde estuvo el templo, llevadas a cabo durante los primeros años de 1990. Se trataría de una iglesia románica de la misma tipología que la desaparecida iglesia de San Clemente o la del Salvador. Hasta 1804 se levantó en terrenos de esta plaza la iglesia de San Esteban dando su atrio a la calle Collado misma. Al derribarse se despejó un terreno que dio lugar a la plaza, tal como aparece ahora.
Curiosa la historia de la imagen que se encontraba en su altar mayor, propiedad de la iglesia de Nuestra Señora del Espino donde actualmente se venera, ya que existen dos casi iguales. La otra imagen es propiedad, como todas las de las Fiestas de San Juan, de su Cuadrilla o Quadrilla, como reza la imagen de El Salvador. Un cura párroco avisado hizo el cambio remediado no hace mucho.